# Pamela Tajonar
Pamela Tajonar Alonso (* 2. Dezember 1984 in Cuernavaca) ist eine mexikanische Fußballtorhüterin, die zuletzt in der Saison 2019/20 beim FC Barcelona unter Vertrag stand.

## Karriere
Tajonar begann ihre Profikarriere im Jahr 2002 beim Querétaro Fútbol Club in ihrer mexikanischen Heimat, ehe sie zum Puebla FC wechselte, wo sie bis 2005 unter Vertrag stand. In diesem Zeitraum spielte sie auch eine Saison lang auf Leihbasis für das Franchise der Arizona Heatwave in der W-League.
In der Saison 2010 lief Tajonar für die Meistermannschaft der Buffalo Flash auf, ehe sie nach Spanien zu Atlético Málaga wechselte. Von dort zog es sie weiter zum schwedischen Erstligisten LdB FC Malmö, für den sie jedoch lediglich zwei Saisonspiele bestritt, als die Stammtorhüterin Þóra Björg Helgadóttir in Folge einer roten Karte gesperrt war. Daher wechselte Tajonar im Jahr 2012 erneut nach Spanien zum Erstligaaufsteiger FC Levante Las Planas, für den sie in 14 Saisonspielen zwischen den Pfosten stand. Anfang 2013 wurde Tajonar bei der sogenannten Player Allocation dem neugegründeten NWSL-Franchise der Flash zugewiesen. Ihr Ligadebüt gab sie am 21. Juli 2013 gegen den Sky Blue FC kurz vor Schluss der Partie als Einwechselspielerin für Stammtorhüterin Adrianna Franch. Seit 2013 spielt sie in der Primera División in Spanien.

### Nationalmannschaft
Tajonar nahm mit der U-19-Mannschaft an der U-19-Fußball-Weltmeisterschaft der Frauen 2002 teil, stand dort aber nur beim 1:3 gegen den späteren Dritten Deutschland im Tor.
Am 2. November 2002 spielte sie in der Qualifikation für die WM 2003 gegen Trinidad und Tobago erstmals für die mexikanische A-Nationalmannschaft. Es folgten die beiden interkontinentalen Playoffspiele gegen Japan, in denen Mexiko die Qualifikation verpasste. 2004 nahm sie mit Mexiko an den Olympischen Sommerspielen 2004 und wurde in zwei Spielen eingesetzt. Nach einem 0:5 im Viertelfinale gegen Brasilien schied Mexiko aber aus. Auch in der Qualifikation für die WM 2007 musste Mexiko in die Playoffs und wieder hieß der Gegner Japan. Tajonar stand beim 0:2 in Japan im Tor, aber nicht beim 2:1 im Rückspiel, das nicht für die Qualifikation reichte. Vier Jahre später gelang Mexiko dann die Qualifikation zur Weltmeisterschaft 2011 und Tajonar gehörte als zweite Torhüterin zum Kader. Eingesetzt wurde aber die erst 16-jährige dritte Torhüterin Cecilia Santiago. Beide gehören auch wieder zum Kader der Mexikanerinnen für die WM 2015 in Kanada, Tajonar wieder als Torhüterin Nummer 2, Santiago diesmal als Nummer 1.

## Erfolge
- 2010: W-League-Meisterschaft (Buffalo Flash)
- 2011: Schwedische Meisterschaft (LdB FC Malmö)